# 오스트리아-헝가리군
오스트리아-헝가리군은 오스트리아-헝가리의 군대이다. 제국은 남성에게 병역의 의무를 부과하는 징병제를 채택하였으며, 모든 남성들은 반드시 병역의 의무를 이행해야 했다. 군 통수권은 황제가 보유하였다. 제국의 방위 산업은 슈코다 사와 슈타이어 만리허 사가 담당하였다.
오스트리아-헝가리군은 1918년 해체되었고, 오스트리아군, 헝가리군, 체코슬로바키아군, 폴란드군, 우크라이나군 등으로 독립하게 되었다. 또, 해군은 오스트리아가 내륙국이 됨으로써 존재가치가 없어졌다. 해군이 보유하고 있던 군함은 이탈리아, 유고슬라비아 등에게 넘어갔다.

## 군사 조직
- 육군 (kaiserliche und königliche Armee, 약칭 k.u.k. Armee)
- 해군 (Kaiserliche und Königliche Kriegsmarine, 약칭 K.u.K Kriegsmarine)
- 해군 항공대 (Kaiserliche und Konigliche Luftfahrtruppen, 약칭 K.u.K. Luftfahrtruppen)

## 갤러리

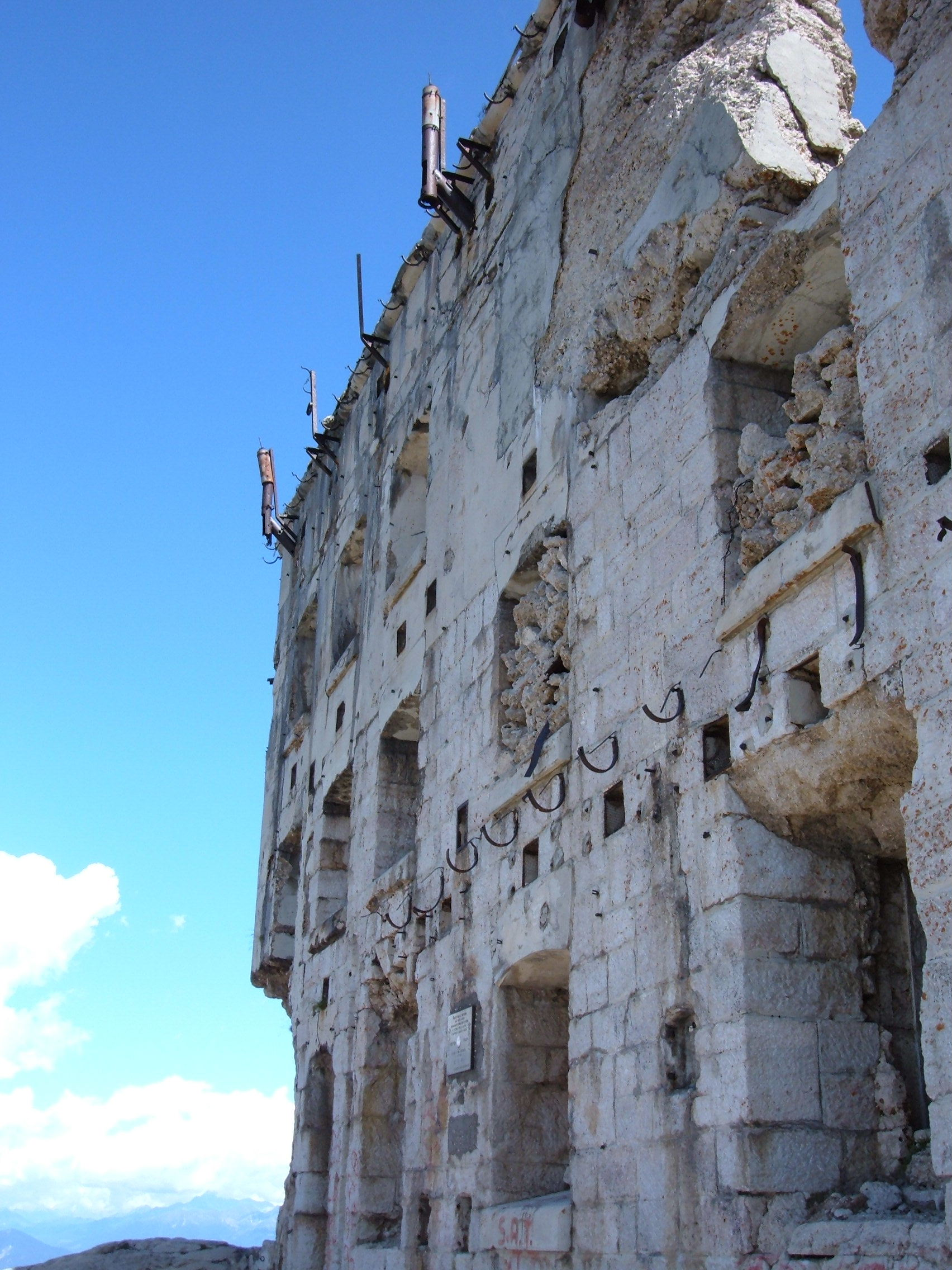
베체나 항
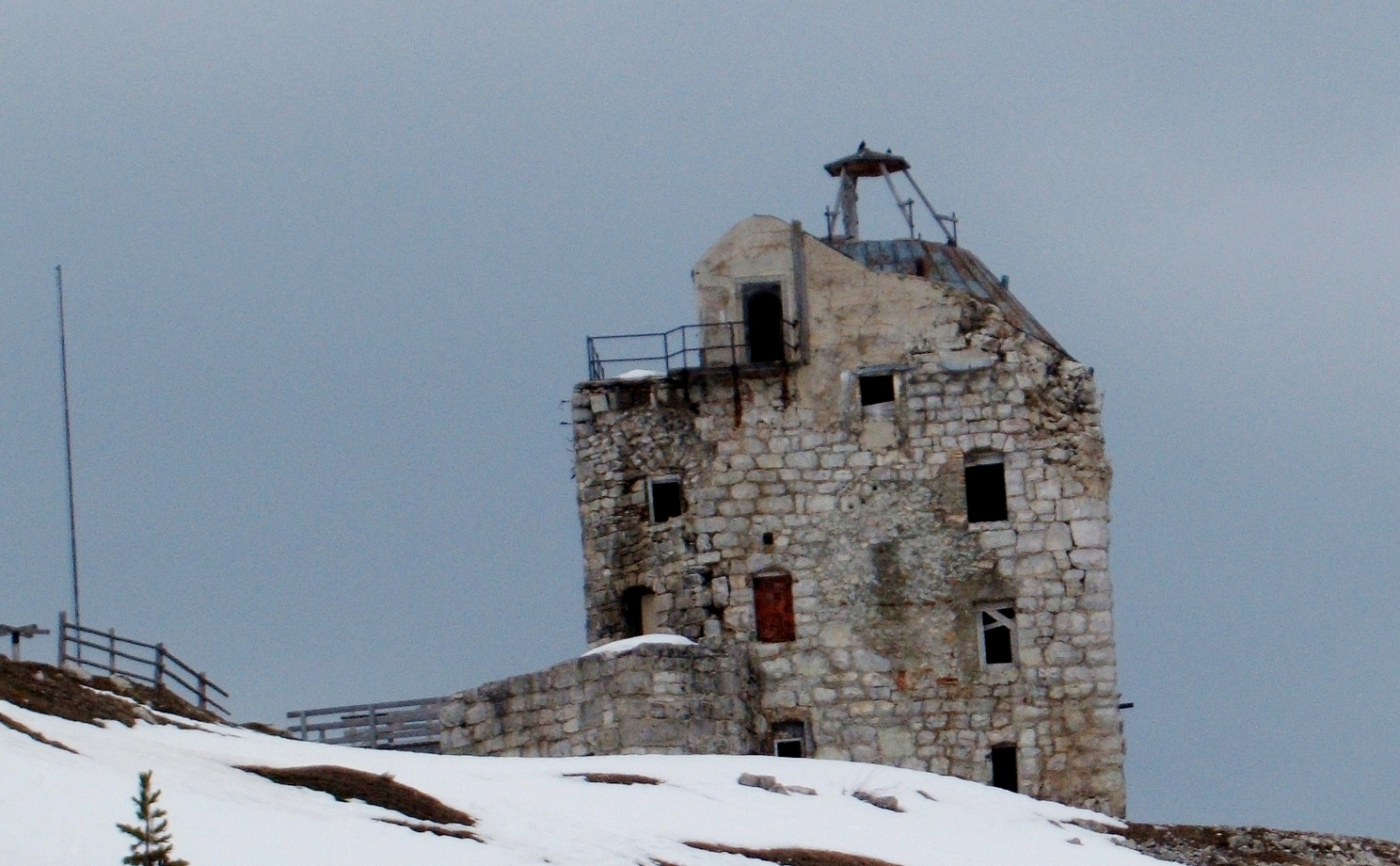
프라토 피아자 항
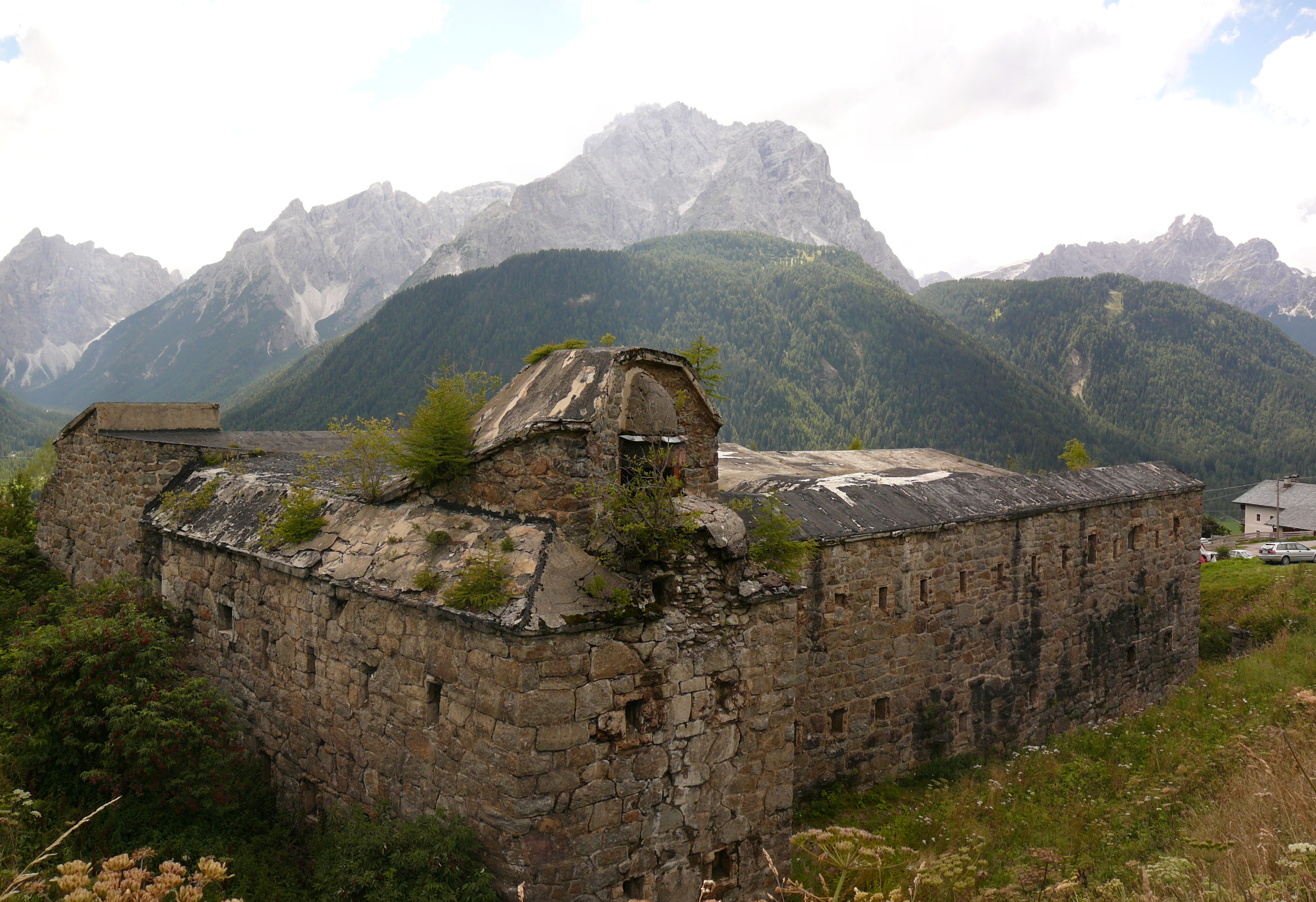
미테르베르가 항
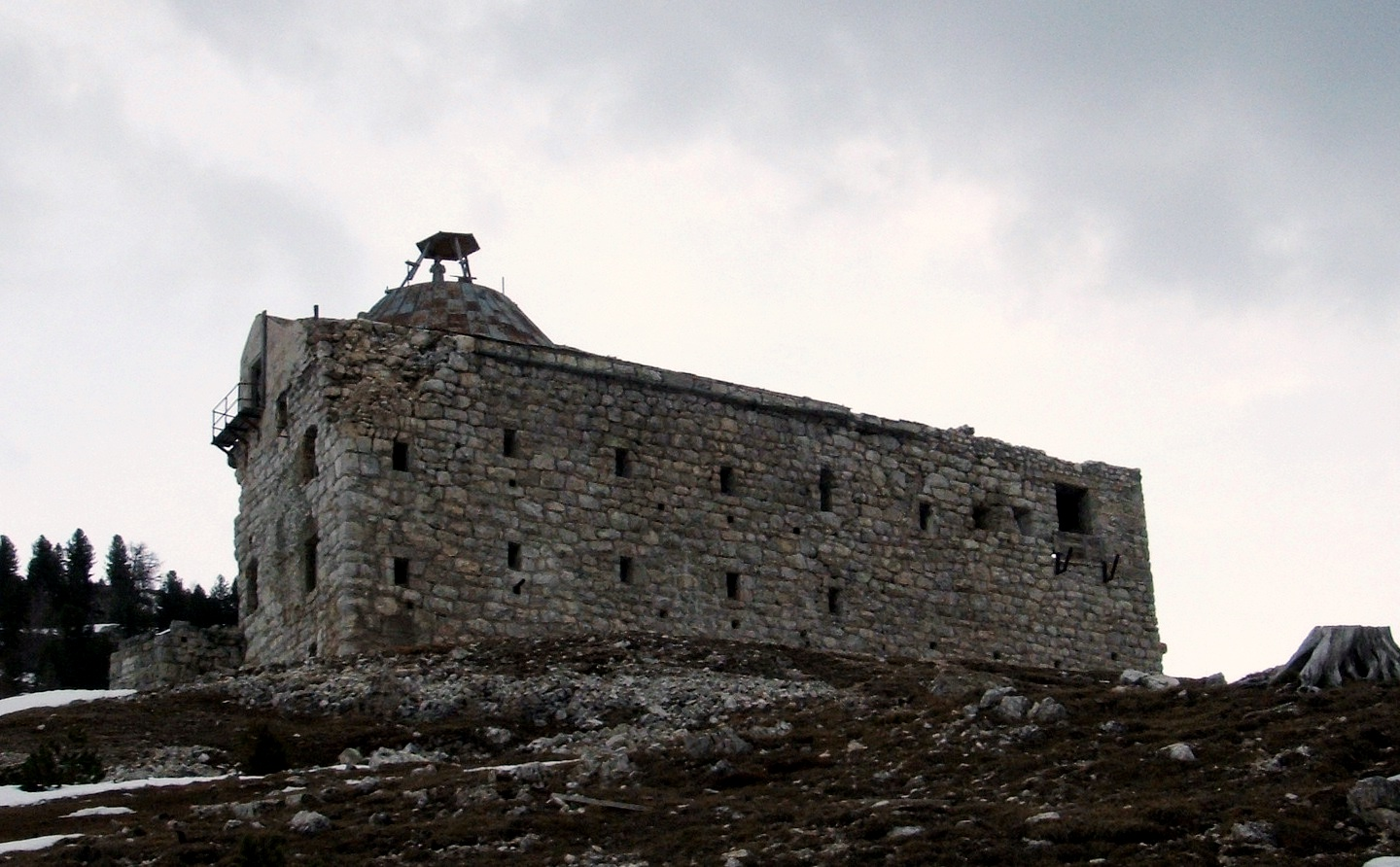
프라토 피아자 항
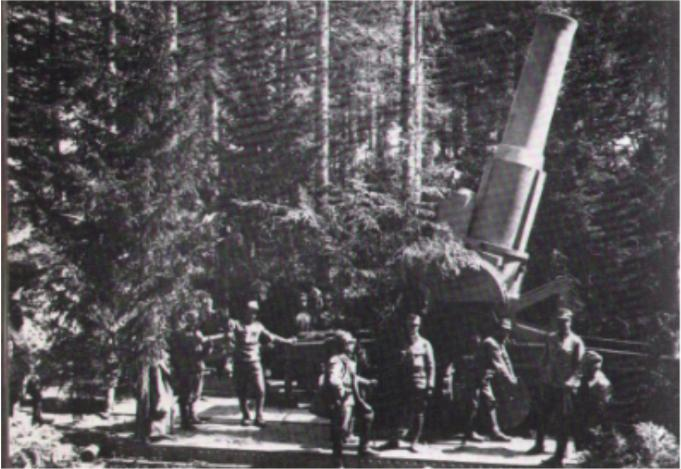
포병의 38 cm 곡사포 M 16, 전쟁터에서.
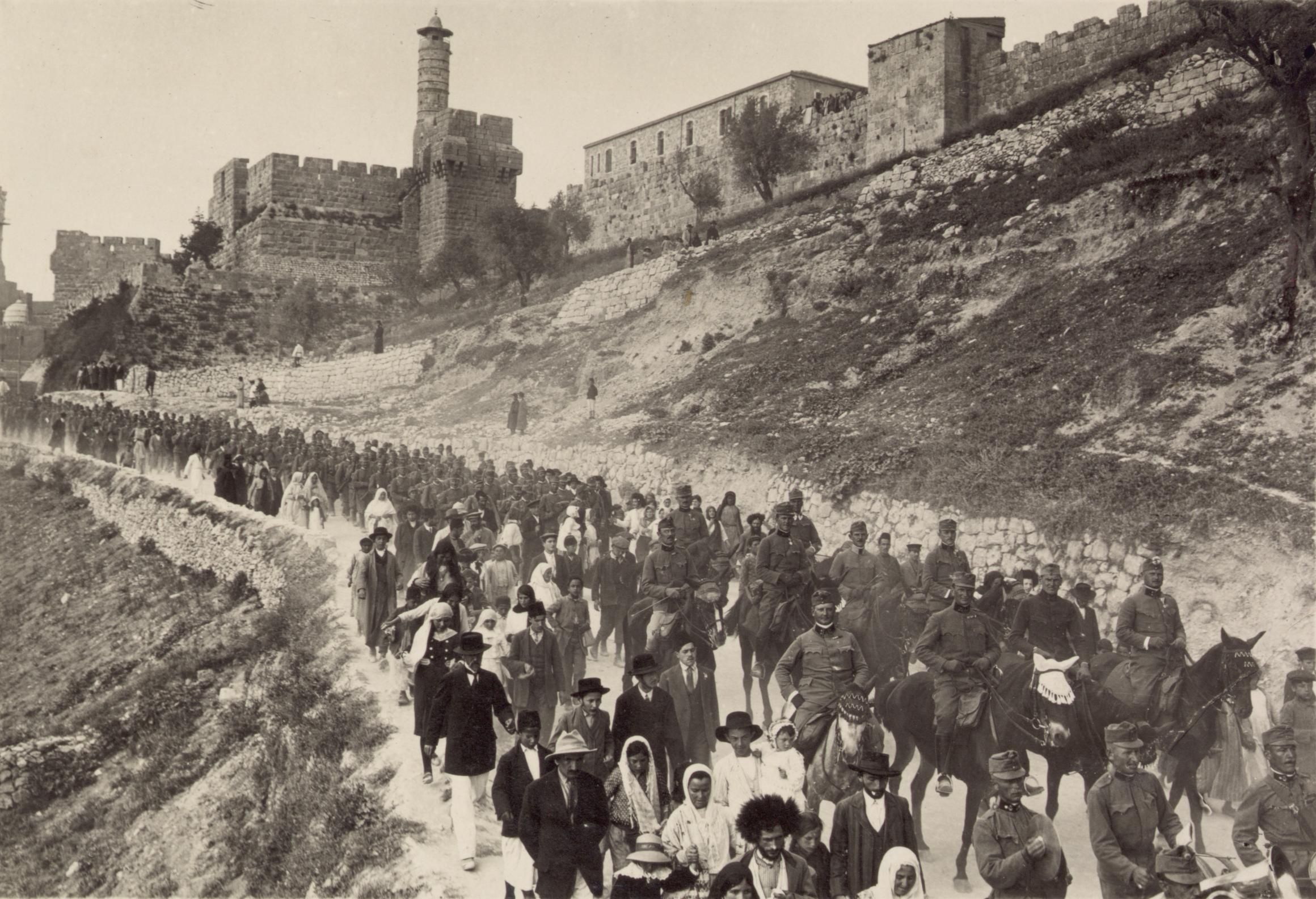
이스라엘의 예루살렘으로 진군 중, 1916년
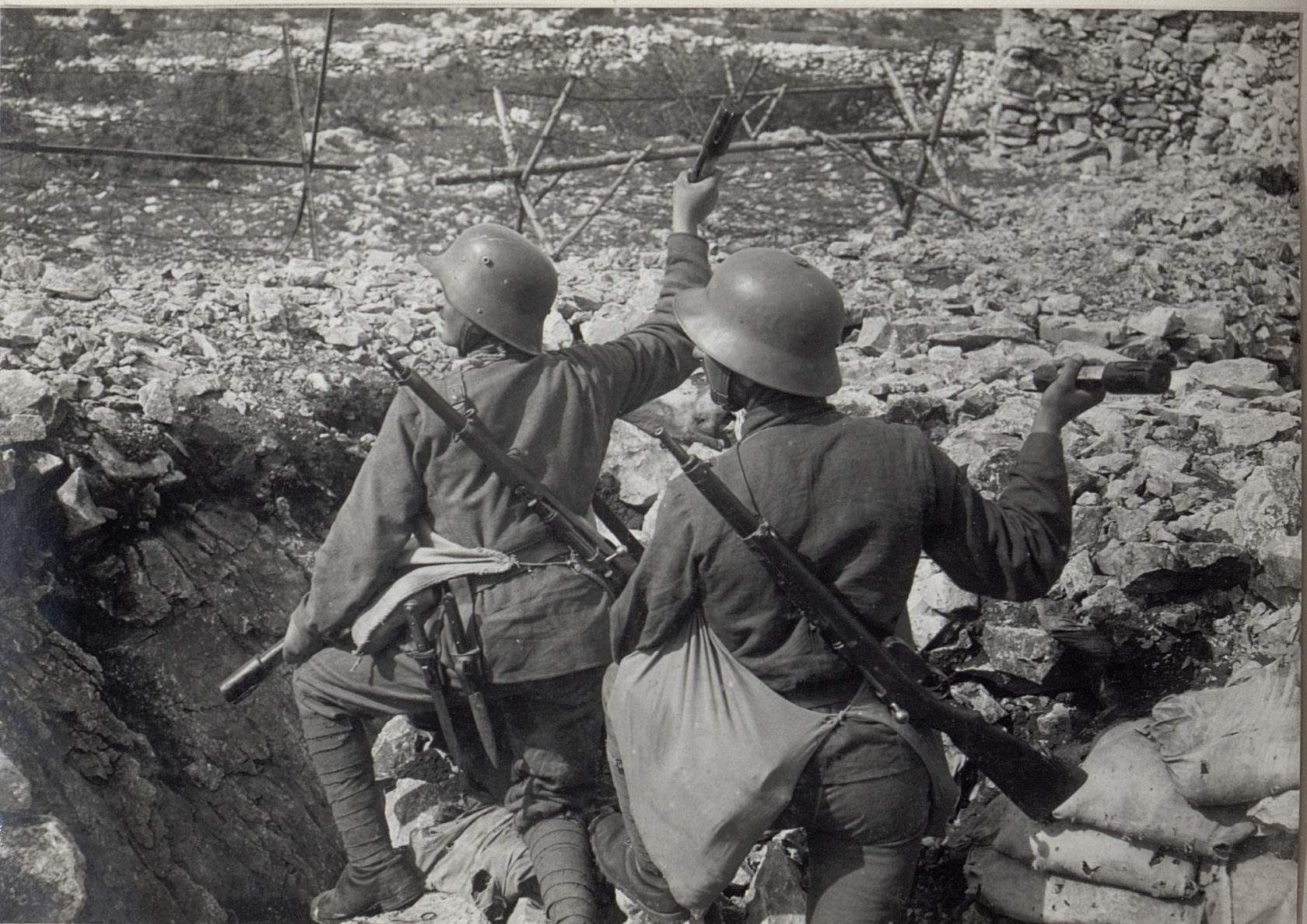
수류탄을 들고 있는 두 명의 병사
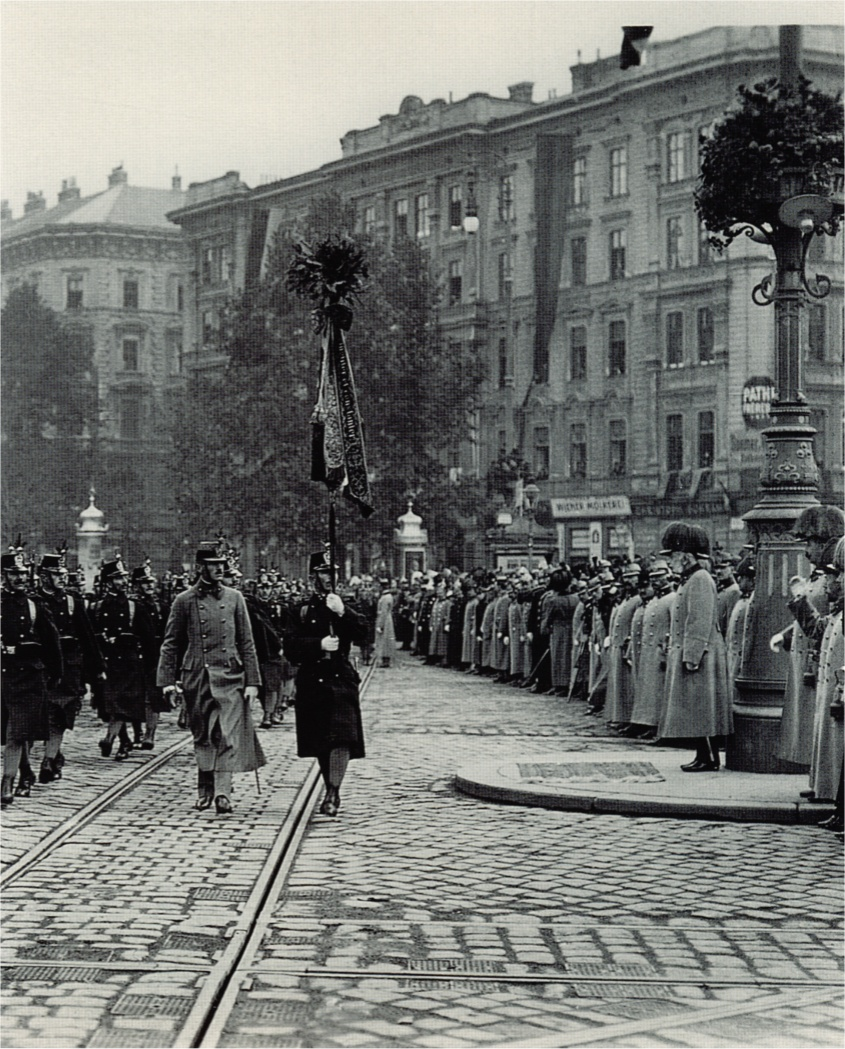
라이프치히 전투 기념 행사에서 황제가 보는 앞에서 보병연대가 행진하고 있다.
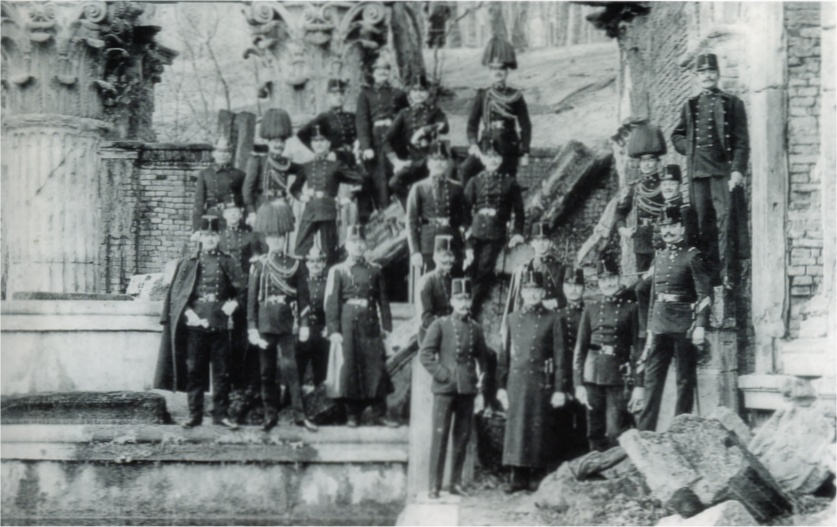
쇤부룬에서 포즈를 취하고 있는 황제 근위병
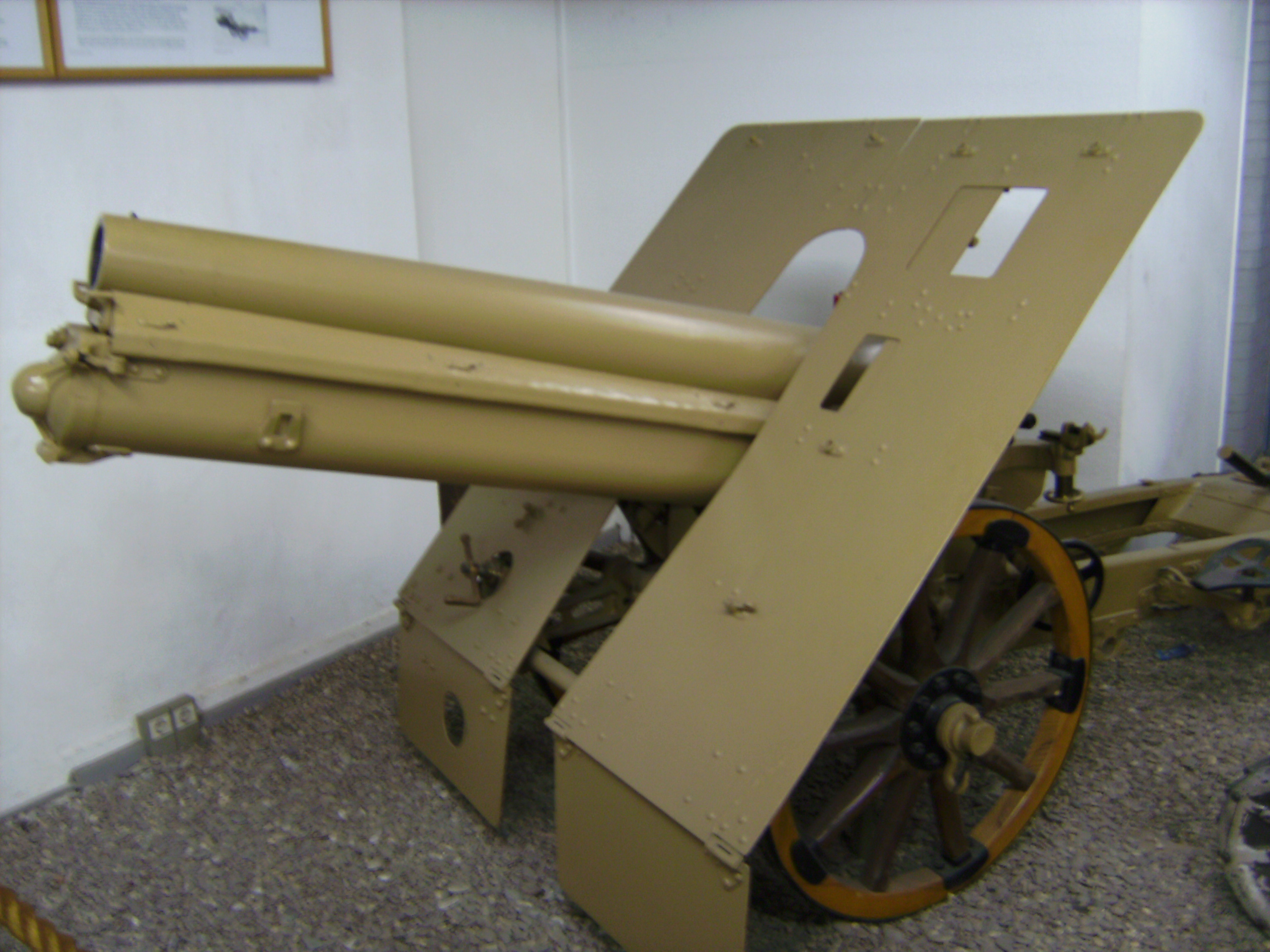
스코다 사의 100 mm 산악 곡사포
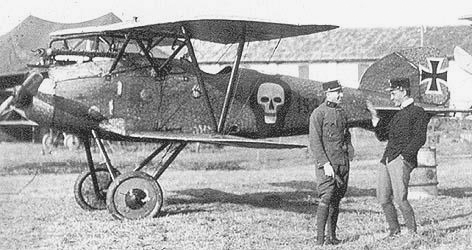
전투기
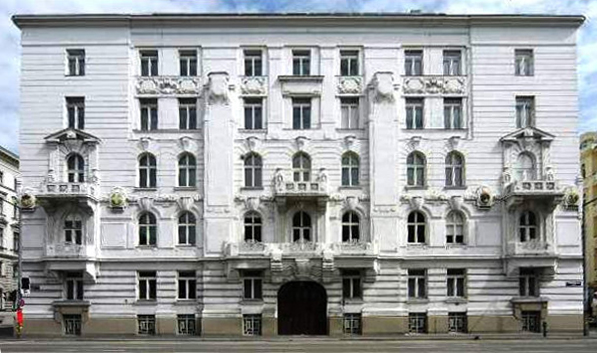
국방본부의 해군청 건물
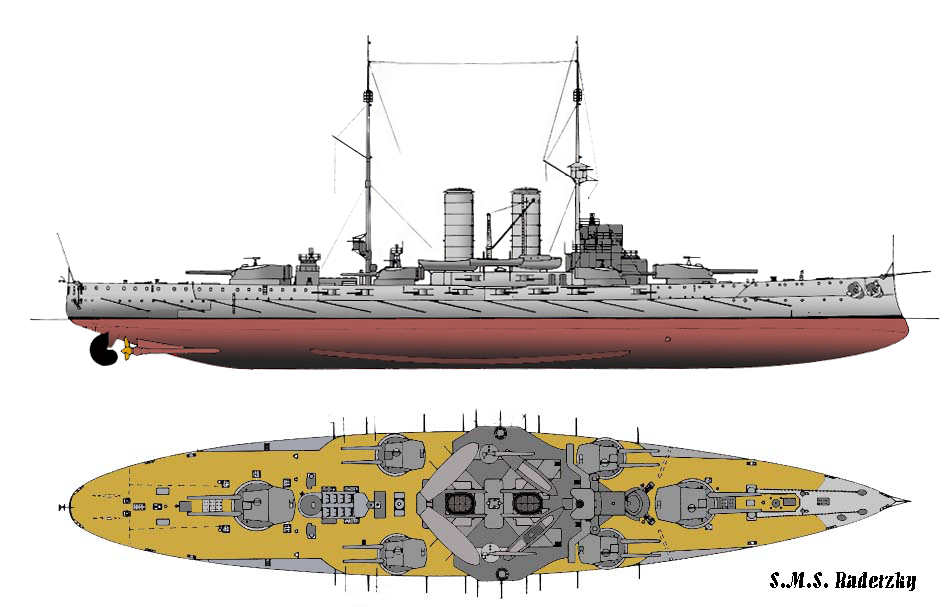
라데츠키(Radetzky) 급의 노급전함
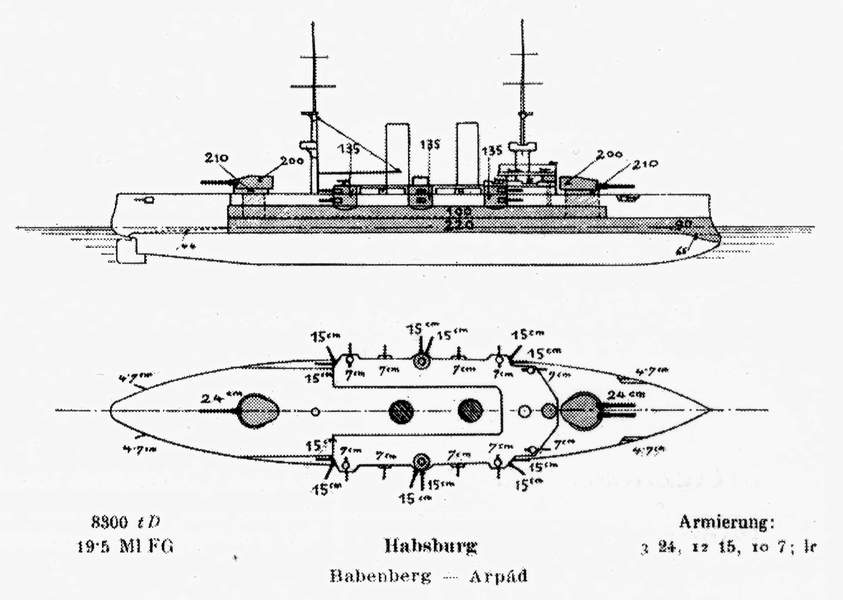
합스부르크(Habsburg) 급의 노급전함
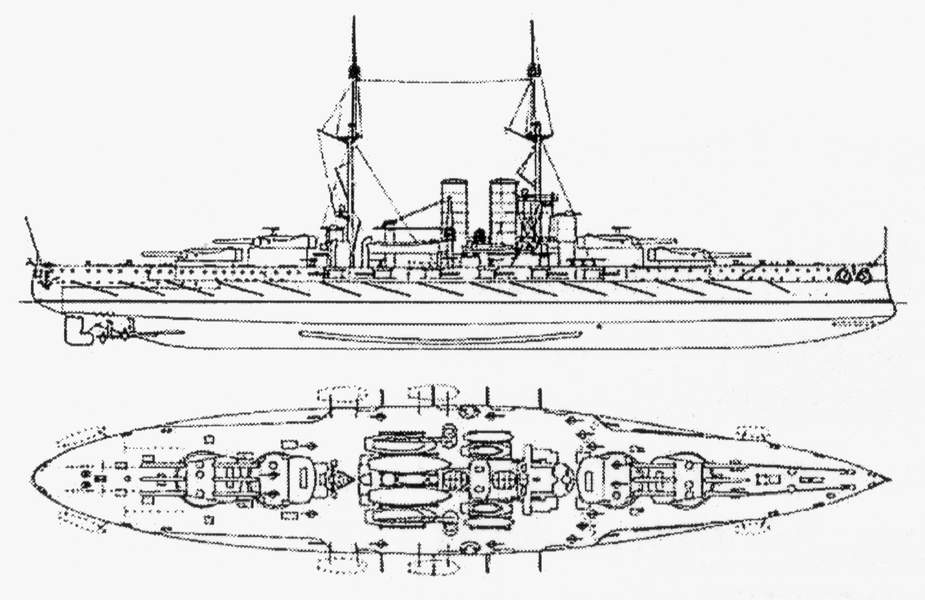
비리부스 우니티스(Viribus Unitis)급의 노급함
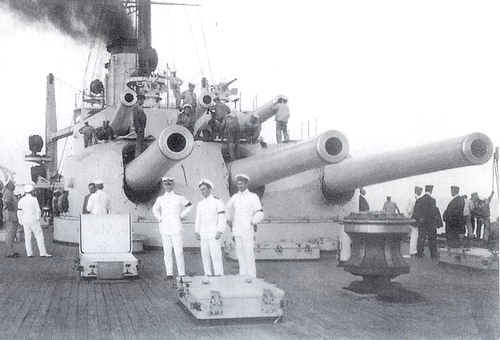
SMS 테게토프 호의 선회 포탑함